# Flämische Karbonade

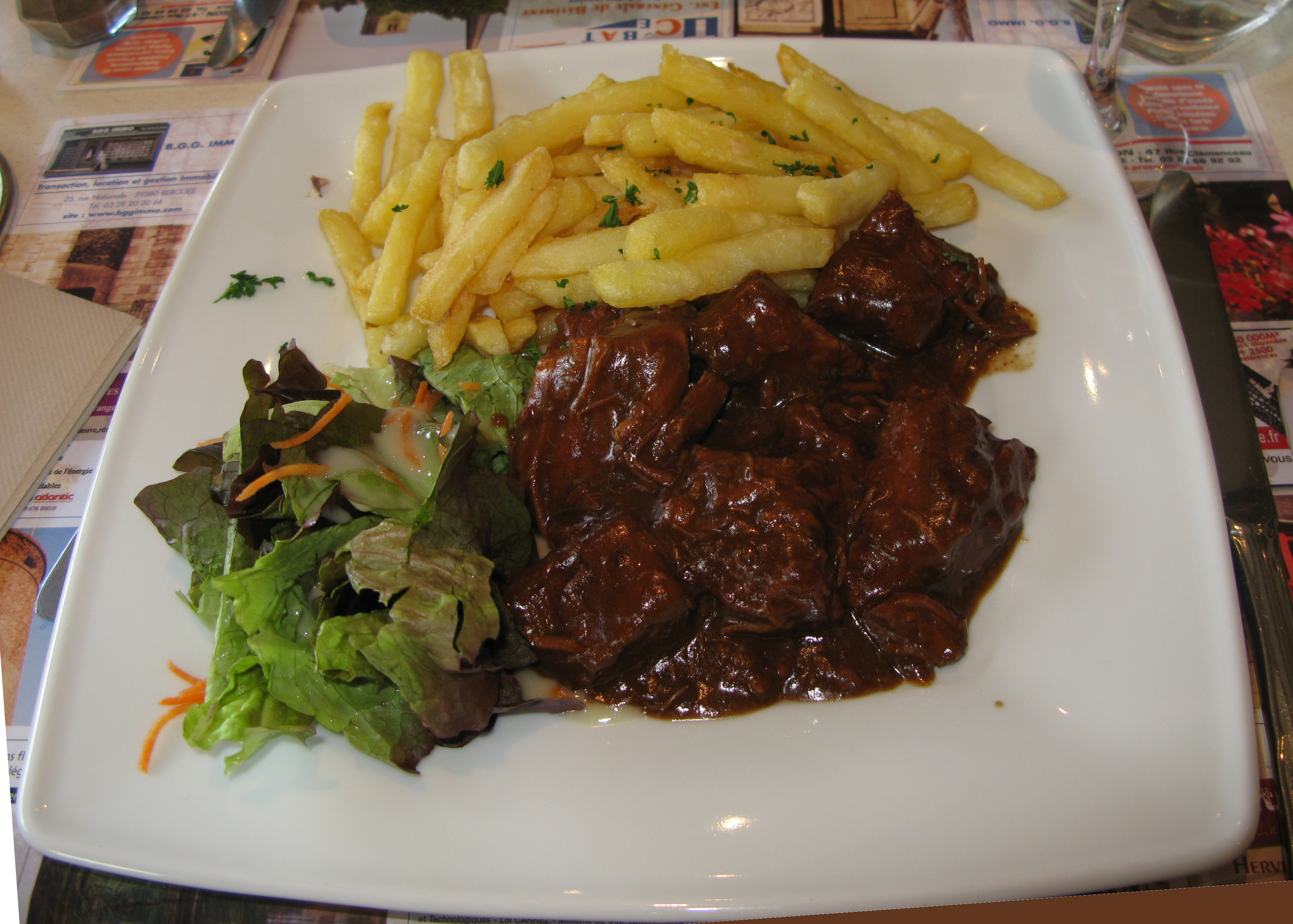
Flämische Karbonade

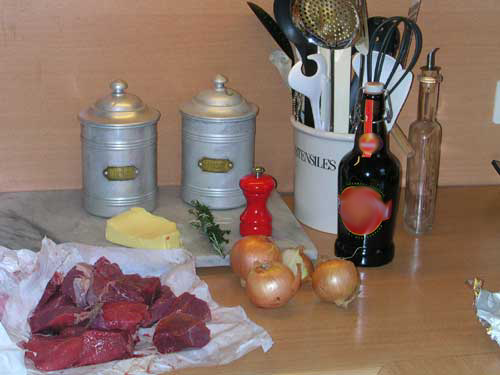
Wichtigste Zutaten

Flämische Karbonade (niederländisch Stoofvlees oder Stoverij, französisch Carbonade à la flamande) ist ein traditioneller Schmorfleischeintopf aus Rindfleisch der flämischen Küche aus Belgien und Französisch-Flandern (Frankreich).
Ihren typischen süß-sauren Geschmack erhält die Karbonade aus der Kombination von kräftigem Bier und süßen Zutaten wie Zwiebeln, Möhren, braunem Zucker oder Frühstückskuchen.
Als Beilage werden meist Pommes frites oder Stoemp (ein Brei aus Kartoffeln und Möhren) gereicht.